# Greenbushes
Greenbushes is een plaatsje in de regio South West in West-Australië. Het maakt deel uit van het lokale bestuursgebied (LGA) Shire of Bridgetown-Greenbushes en ligt 250 kilometer ten zuiden van de West-Australische hoofdstad Perth. In 2021 telde het hout- en mijnindustriedorpje 365 inwoners.

## Geschiedenis
In 1886 ontdekte een landmeter tin in het gebied. In 1888 werd Greenbushes gesticht als een mijndorp. Het werd Greenbushes genoemd omdat het struikgewas in de omgeving afstak tegen de grijze eucalyptusbomen. Het dorp beleefde een economische boom tot in 1893 de prijs van tin op de wereldmarkt ineen zakte. Sinds die tijd evolueerde het bevolkingsaantal en de productiviteit van het dorp mee met de grondstofprijzen.
De spoorlijn tussen Donnybrook en Bridgetown opende in 1898 met daarop het station van Greenbushes. Het station lag ongeveer 6 kilometer noordelijker dan het dorp. Om verwarring te voorkomen werd het gebied rond het station North Greenbushes genoemd. Tot 1985 zou het station open blijven voor passagiers. Een aantal gebouwen van het station bestaat niet meer, zo is het verblijf van de stationschef afgebrand.
In 1899 werden een politiekantoor en een gerechtsgebouw gebouwd. Het politiekantoor bleef open tot 1977.

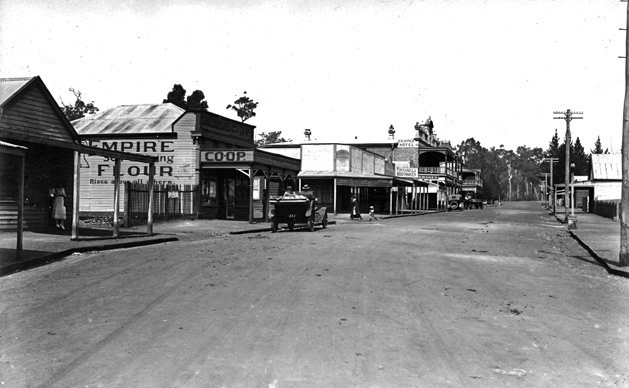
Greenbushes Blackwood Road 1920's

De volkstelling van 1904 geeft een mooi beeld van hoe een mijndorp er toen uitzag. Het dorp telde 159 mijnarbeiders, 9 winkeliers, 8 bouwvakkers, 2 tinsmeden, 7 timmermannen, zaakwaarnemers, mijnagenten, apothekers, slagers, kleermakers, schoenenmakers, bakkers en een ijzersmid. In 1907 telde het dorp bijna 3000 inwoners. Tegen 1913 telde Greenbushes ongeveer 2000 inwoners. Ongeveer een kwart daarvan werkte in de houtindustrie.
In 1907 kreeg Greenbushes een hospitaal. In 1920 en 1940 werd het uitgebreid maar sloot in 1949. Het bleef wel nog minstens 5 jaar één dag per week open.
In de jaren 1920 werd Greenbushes aangeduid als een van de plaatsen die in aanmerking kwamen voor het Group Settlement Scheme.

## Industrie
Greenbushes twee voornaamste industrieën zijn de mijnindustrie en de houtzagerij. De mijnindustrie produceert tantalietconcentraten, lithiummineralen, tinerts en kaolien. Het tantalietconcentraat wordt gebruikt voor de productie van condensatoren in gsm's, laptops, playstations en digitale camera's maar evengoed in de ruimtevaart en medische sector. Lithiummineralen worden gebruikt in de glas en keramische industrie en in computers. De lithiummijn van Greenbushes was anno 2022 de grootste ter wereld. Daarnaast doet men er aan landbouw, wijnbouw en toerisme.

## Toerisme
Greenbushes heeft een openluchtzwembad. Het is een groot natuurlijk water op een oude mijnsite.
De Geegelup Heritage Trail is een historische wandeling die langs het postkantoor (1891), de Roads Board Office (1907) en een van de oudste mijnsites loopt. Het doet ook het Greenbushes Historical Park aan. Dat zoomt in op de geschiedenis van de tinmijnen met oude machines, een mijnschacht en een replica van een goudzoekershut.
Men kan zowel de Whittaker's Timber Mill als de Greenbushes Tin Mine bezoeken. Er is ook een uitkijkpunt vanwaar men de grote open mijn kan bezichtigen waar tot 2003 naar tantaliet werd gedolven.

## Transport
Greenbushes ligt langs de South Western Highway die Perth via Bunbury met Walpole verbindt. De SW2-busdienst van Transwa, tussen Perth en Pemberton, doet Greenbushes enkele keren per week aan.
Greenbushes ligt langs een spoorweg die deel uitmaakt van het industrieel spoorwegnetwerk van Arc Infrastructure. Er rijden geen reizigerstreinen meer.

## Klimaat
Greenbushes kent een gematigd mediterraan klimaat, Csb volgens de klimaatclassificatie van Köppen. De  jaarlijkse gemiddelde temperatuur bedraagt er 14,3 °C en er valt jaarlijks gemiddeld 899 mm neerslag.
Acton Park · Alexandra Bridge · Allanson · Augusta · Balingup · Benger · Binningup · Boyanup · Boyup Brook · Bramley · Bridgetown · Brookhampton · Brunswick Junction · Bunbury · Burekup· Busselton · Capel · Carbunup River · Chowerup · Collie · Cookernup · Cowaramup · Cundinup · Dardanup · Deanmill · Dingup · Dinninup · Donnelly River · Donnybrook · Dunsborough · Elgin · Ferguson · Forest Grove · Forrest Beach · Gnarabup · Gracetown · Greenbushes · Harvey · Hester · Jardee · Jarrahwood · Karridale · Kirup · Kudardup · Kulikup · Ludlow · Manjimup · Margaret River · Mayanup · Metricup · Mullalyup · Myalup · Nannup · Northcliffe · Nyamup · Pemberton · Peppermint Grove Beach · Prevelly · Quindalup · Quinninup · Roelands · Rosa Brook · Shotts · Stratham · Uduc · Vasse · Walpole · Waterloo · Wilga · Windy Harbour · Witchcliffe · Wilyabrup · Wokalup · Wonnerup · Worsley · Yallingup · Yalup Brook · Yarloop · Yoongarillup · Yornup